# Muninodden
Muninodden (norwegisch) ist eine zerfurchte Landspitze vor der Prinzessin-Ragnhild-Küste des ostantarktischen Königin-Maud-Lands. Sie liegt am Nordrand des Muninisen.
Wissenschaftler des Norwegischen Polarinstituts benannten sie 2016 in Anlehnung an die Benennung des Schelfeises. Dessen Namensträger ist Munin, einer der beiden Raben des Gottes Odin aus der nordischen Mythologie.